# St. Nikolaus (Hausen)

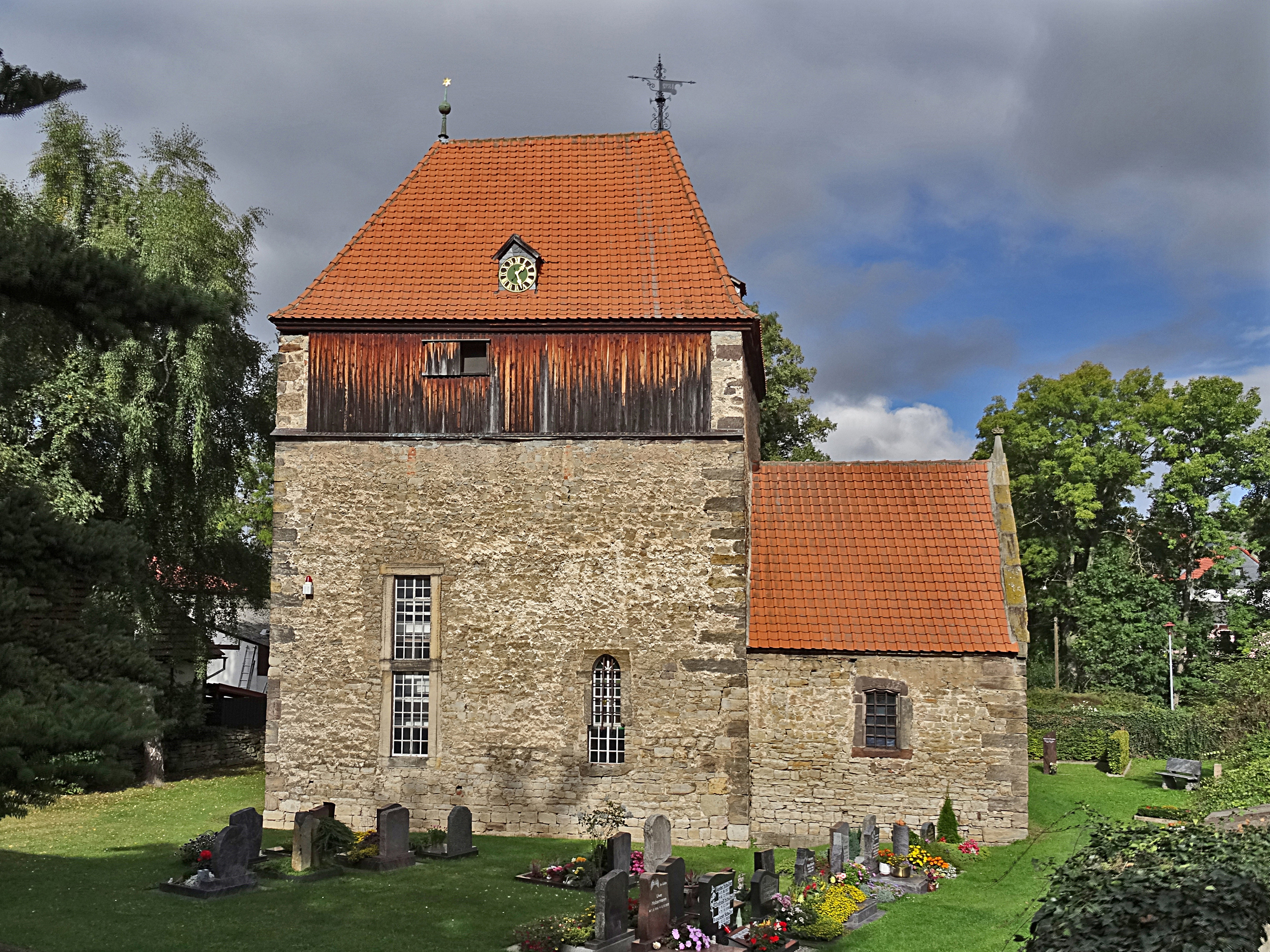
Die Kirche

Die evangelische Dorfkirche St. Nikolaus steht im Ortsteil Hausen der Stadt Arnstadt im Ilm-Kreis in Thüringen.

## Geschichte
Diese Kirche in Gestalt einer romanischen Kapelle stammt aus dem 12. Jahrhundert. An der Nordseite des Gotteshauses befindet sich das ehemalige Eingangsportal mit einem schön verzierten Tympanon tief unter dem Bodenniveau, weil die Kirche an tiefster Stelle des Ortes liegt. Vor einigen Jahren hat man den Fußboden noch ausgeschachtet, um Raum zu gewinnen. Um die Kirche besteht jedoch ein Trocknungsgraben, der in feuchten Jahren entwässert und sogar Wasser führt.
Die Wehrkirche, so schätzt man, wurde im Spätmittelalter um einen Chorraum nach Osten erweitert. Ein großes teilweise farbiges Fenster ziert die Ostwand. Das Kirchenschiff wurde beträchtlich erhöht und erhielt um 1700 die jetzige Gestalt. Eine ehemalige Sakristei an der Nordseite wurde abgebrochen.
Im Schiff steht ein mittelalterlicher Flügelaltar aus der Zeit um 1500. 1700 wurden die Emporen  und das Gestühl eingebaut. Eine Orgel kam 1802 in das Kirchenschiff.
1900 fanden die letzten baulichen Arbeiten statt. Im 20. Jahrhundert wurde das Dach saniert und im Innenraum die Kanzelwand entfernt. Jetzt ist der Altarraum viel heller. Zwei große Gemälde dominieren die Kirche.